# William Irvine (Chemiker)
William Irvine (* 1743 in Glasgow; † 9. Juli 1787) war ein schottischer Chemiker.
Irvine war der Sohn eines Kaufmanns und studierte ab 1756 in Glasgow Medizin und Chemie bei Joseph Black, dem er bei seinen ersten Experimenten über latente Wärme (heute: Verdampfungsenthalpie) von Dampf assistierte. Nach dem Abschluss (Promotion in Medizin M.D.) des Studiums ging er zu einer Studienreise nach London und Paris und wurde bei der Rückkehr 1766 Lecturer für Materia medica in Glasgow. Als der Nachfolger von Black John Robison 1770 die Universität verließ und nach Russland ging, wurde Irvine Professor für Chemie in Glasgow. 1783 wurde er zum Mitglied (Fellow) der Royal Society of Edinburgh gewählt.
Er baute die Experimente zur Wärmelehre und die Wärmetheorie von Black weiter aus und galt als guter Lehrer. In seinen Experimenten war er hauptsächlich an Anwendungen (industriellen Verbesserungen) interessiert. Bei seinem Tod an einem Fieber arbeitete er an der Verbesserung der Glasproduktion in einer Fabrik.
Von ihm stammt eine Theorie der spezifischen Wärme, nach der diese durch
{\displaystyle C={\frac {Q}{T}}}
gegeben ist, mit {\displaystyle Q} dem Wärmeinhalt und {\displaystyle T} der Temperatur auf einer Skala, bei der bei {\displaystyle T=0} {\displaystyle Q=0} ist. Danach ist das Verhältnis der Wärmemengen zweier Körper bei gleicher Temperatur gleich dem ihrer Wärmekapazitäten.
Temperaturänderungen bei chemischen Prozessen wie Lösung von Schwefelsäure in Wasser oder Wärmeübertragungen bei latenter Wärme (Phasenänderungen) führte er auf Unterschiede in der spezifischen Wärmekapazität der einzelnen Phasen zurück. Er selbst überprüfte das an Lösungen von Schwefelsäure und fand sich bestätigt auch durch die Messung anderer Physiker und Chemiker. Er publizierte seine Theorien über Wärme genauso wenig wie Black (erst nach seinem Tod geschah dies durch seinen Sohn), sie wurden aber über seine Schüler bekannt wie Adair Crawford (der eine Theorie animalischer Wärme entwickelte und für seine Messungen die Theorie von Irvine benutzte), über den sie auch Antoine de Lavoisier bekannt wurden.

## Schriften
- Essays, chiefly on chemical subjects, London 1805 (Herausgegeben von seinem Sohn William (1776–1811) mit Beiträgen von diesem).